# Хилсдейл (окръг, Мичиган)
Окръг Хилсдейл (на английски: Hillsdale County) е окръг в щата Мичиган, Съединени американски щати. Площта му е 1572 km², а населението - 46 527 души (2000). Административен център е град Хилсдейл.